# Forthing Lingzhi
Forthing Lingzhi — выпускающийся с 2001 года минивэн суббренда Forthing китайского автопроизводителя Dongfeng.

## Описание
Forthing Lingzhi является ребейджинговым фейслифтинговым вариантом Mitsubishi Delica Space Gear. Платформа разработана тайваньской компанией China Motor Corporation, которая является партнёром Mitsubishi Motors. После снятия с производства Mitsubishi Delica Space Gear на Тайвани автомобиль стал полностью разрабатываться компанией Dongfeng.

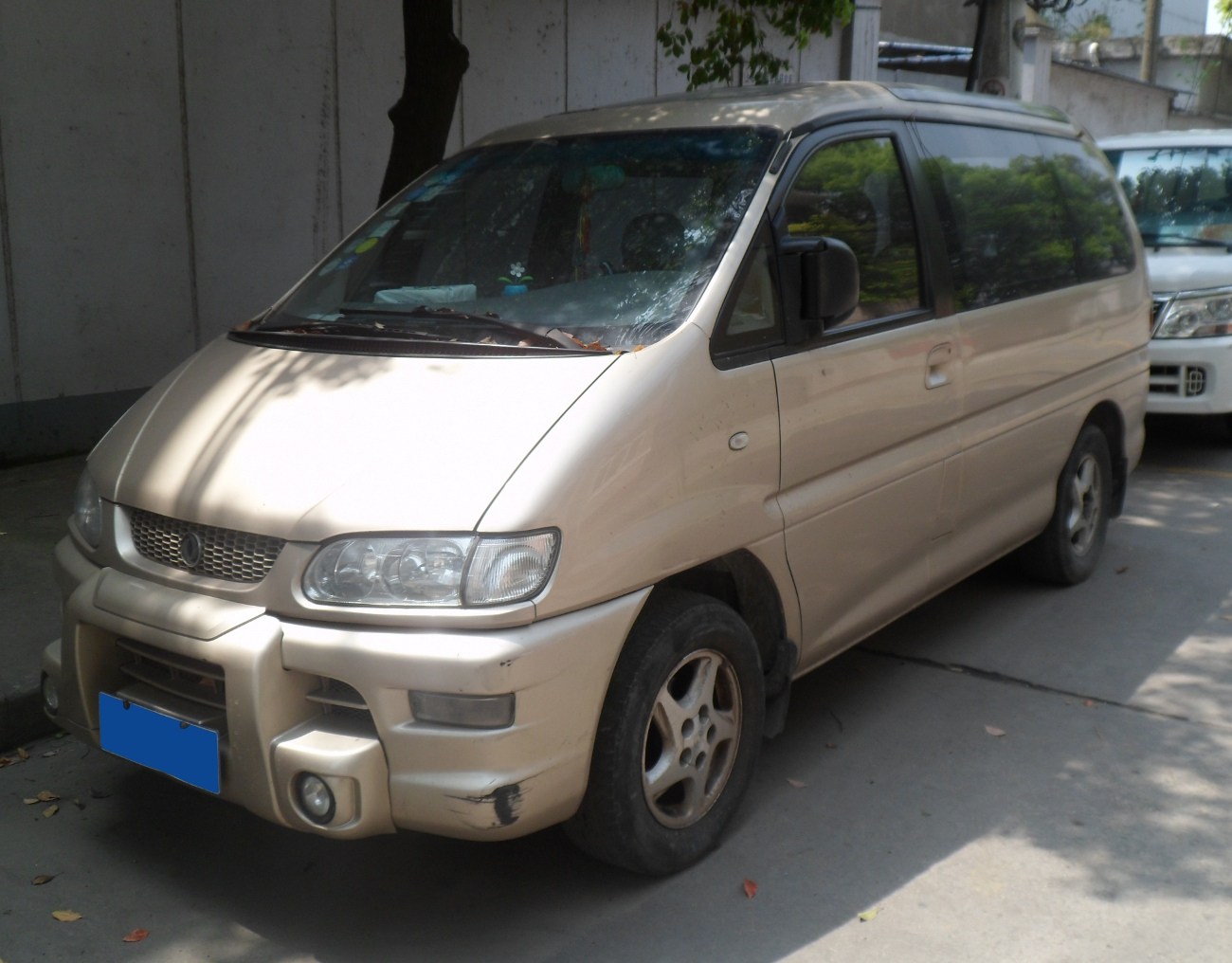
Dongfeng Fengxing Lingzhi
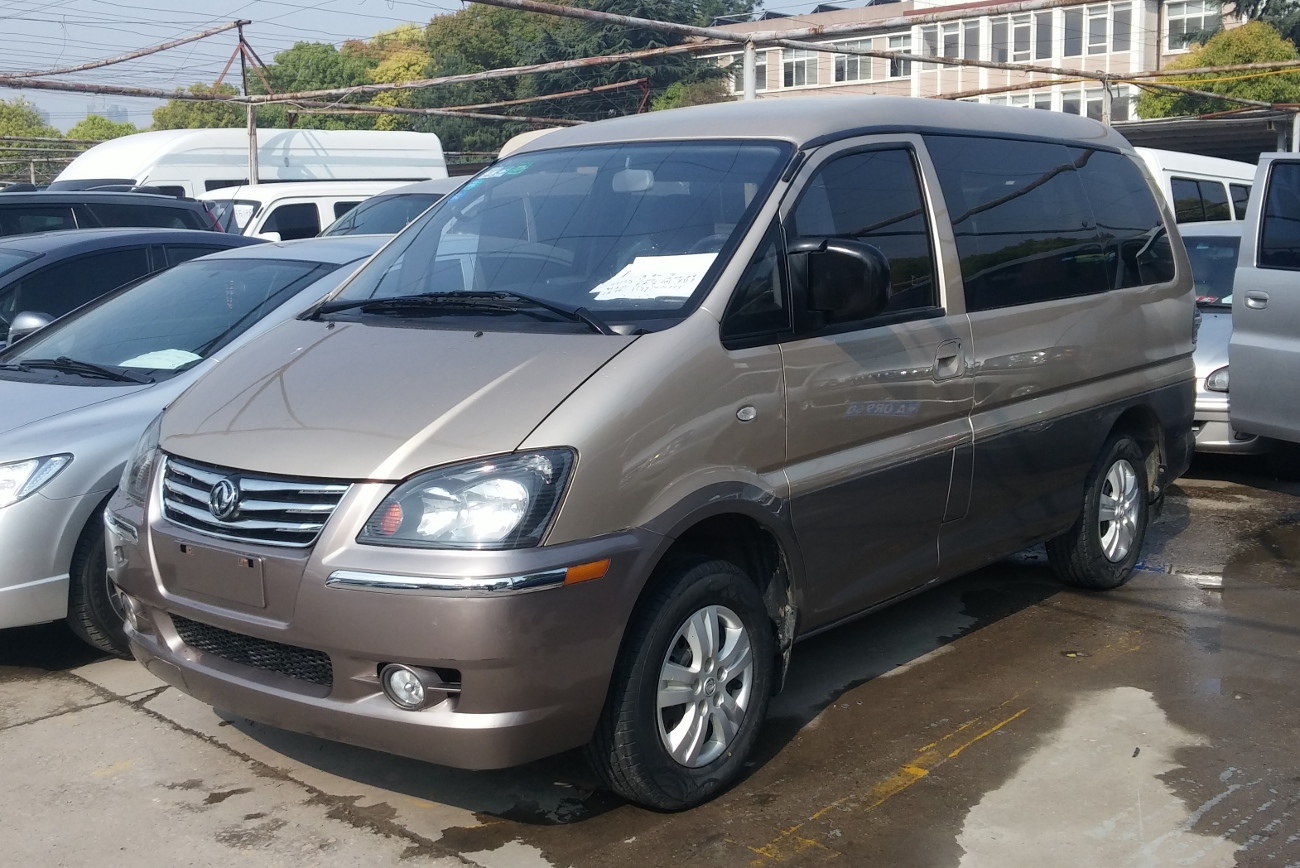
Второй фейслифтинг
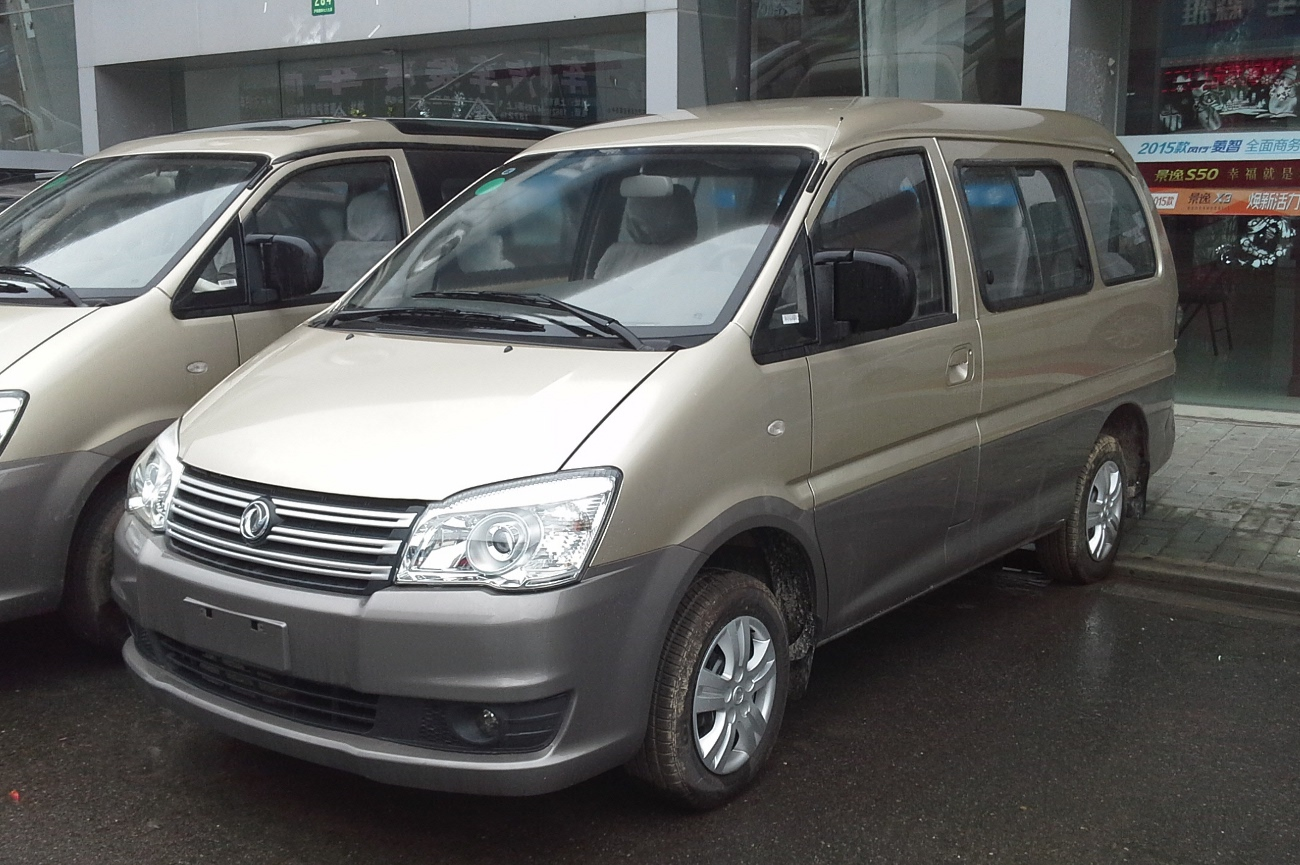
Третий фейслифтинг (M3)
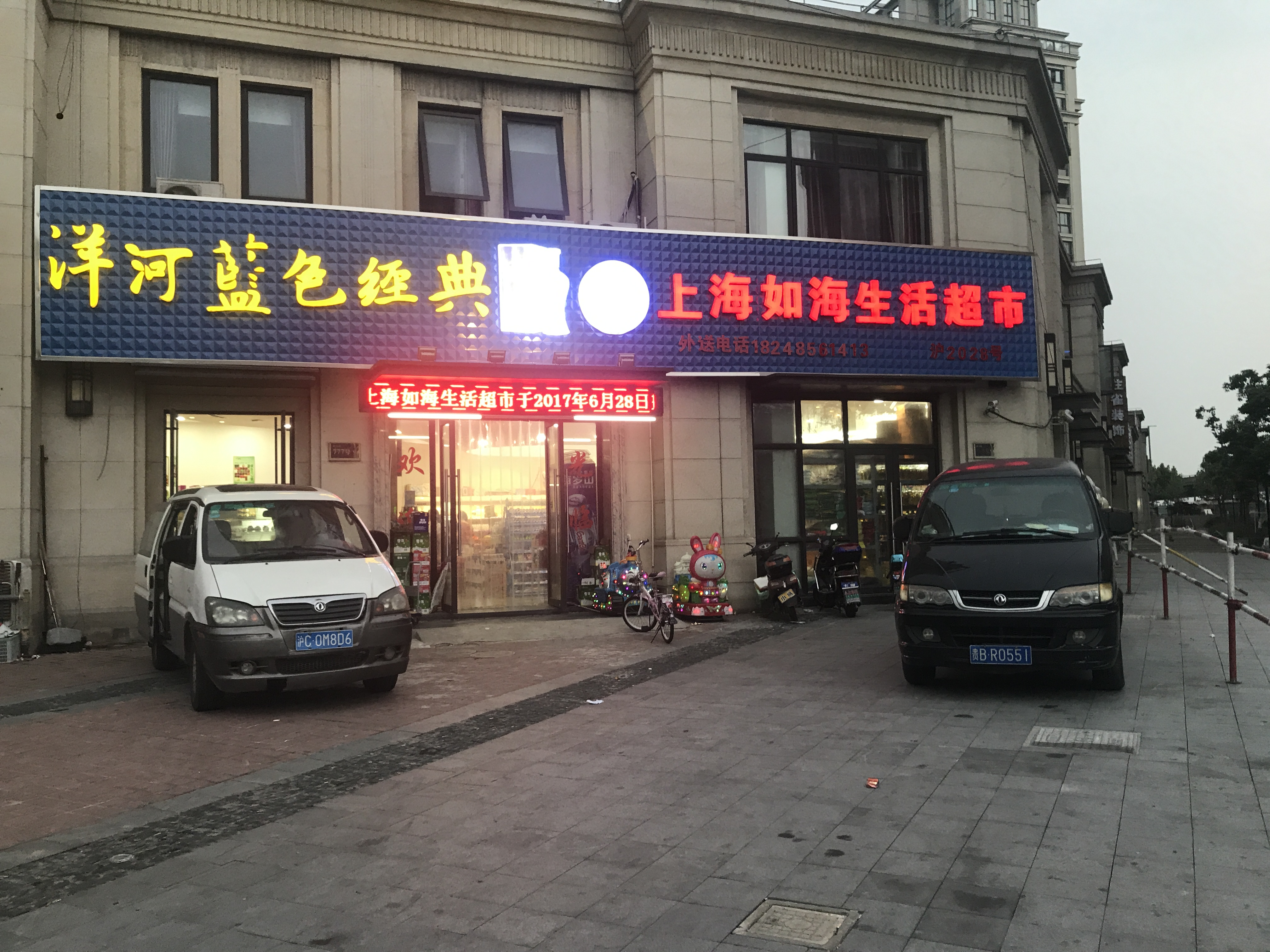
Первый рестайлинг (слева) и второй (справа)

Автомобиль выпускается в комплектациях Lingzhi M5, M3 и V3. M5 является премиальным вариантом Forthing Lingzhi, цены на который варьируются от 77900 до 98900 юаней. M3 является базовой моделью по ценам от 55900 до 71900 юаней. V3 является универсальным вариантом с герметичным багажным отделением по ценам от 55900 до 66900 юаней. Существуют также варианты с длинной колёсной базой (M3L, M5L и V3L).

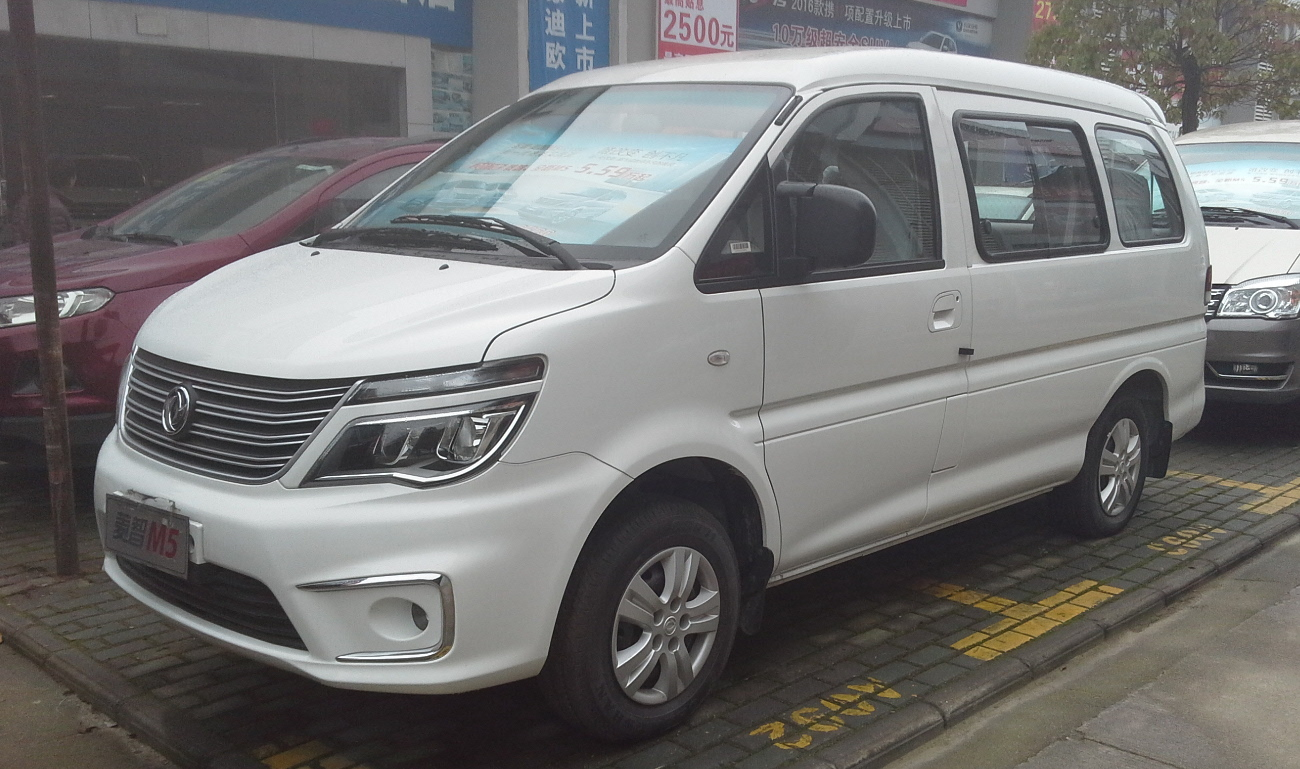
Dongfeng Fengxing Lingzhi M5
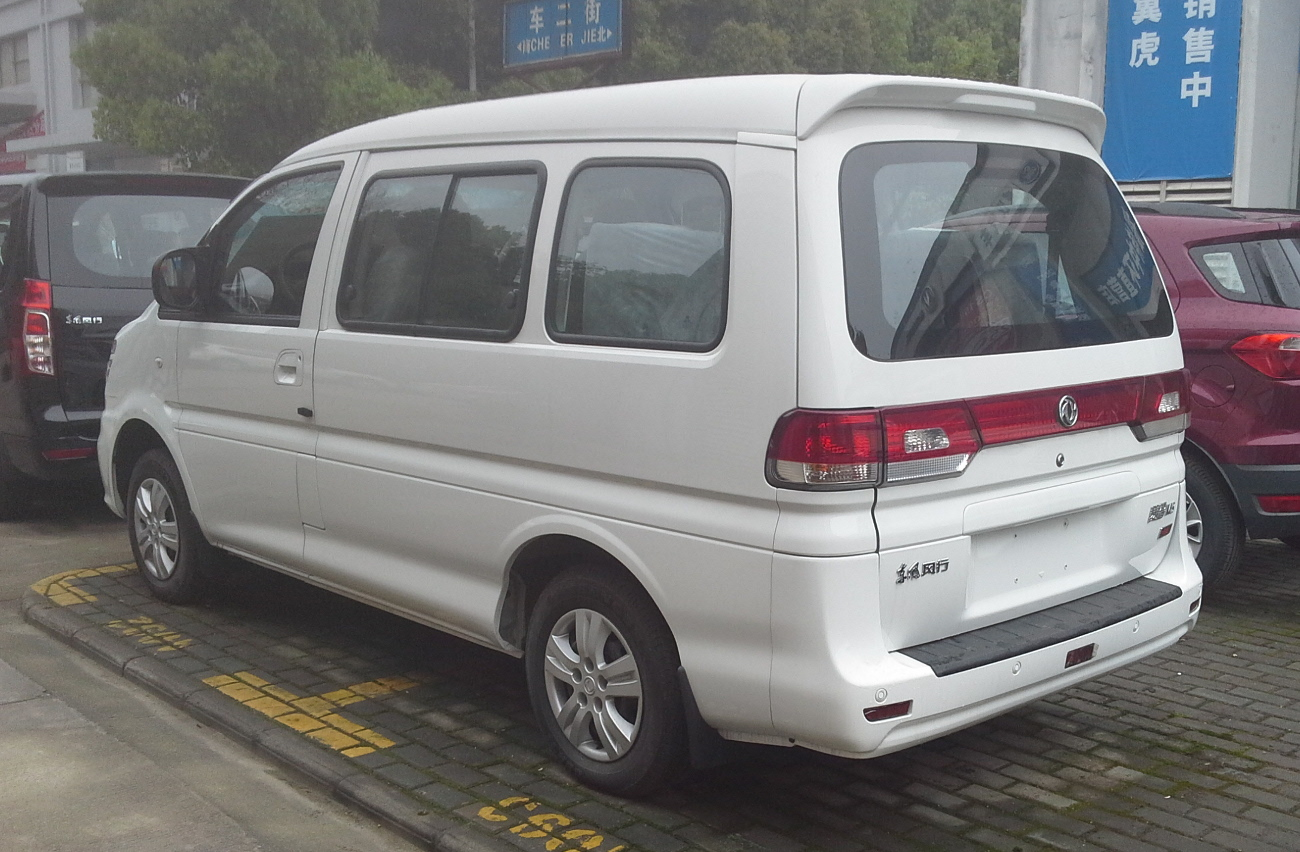
Dongfeng Fengxing Lingzhi M5
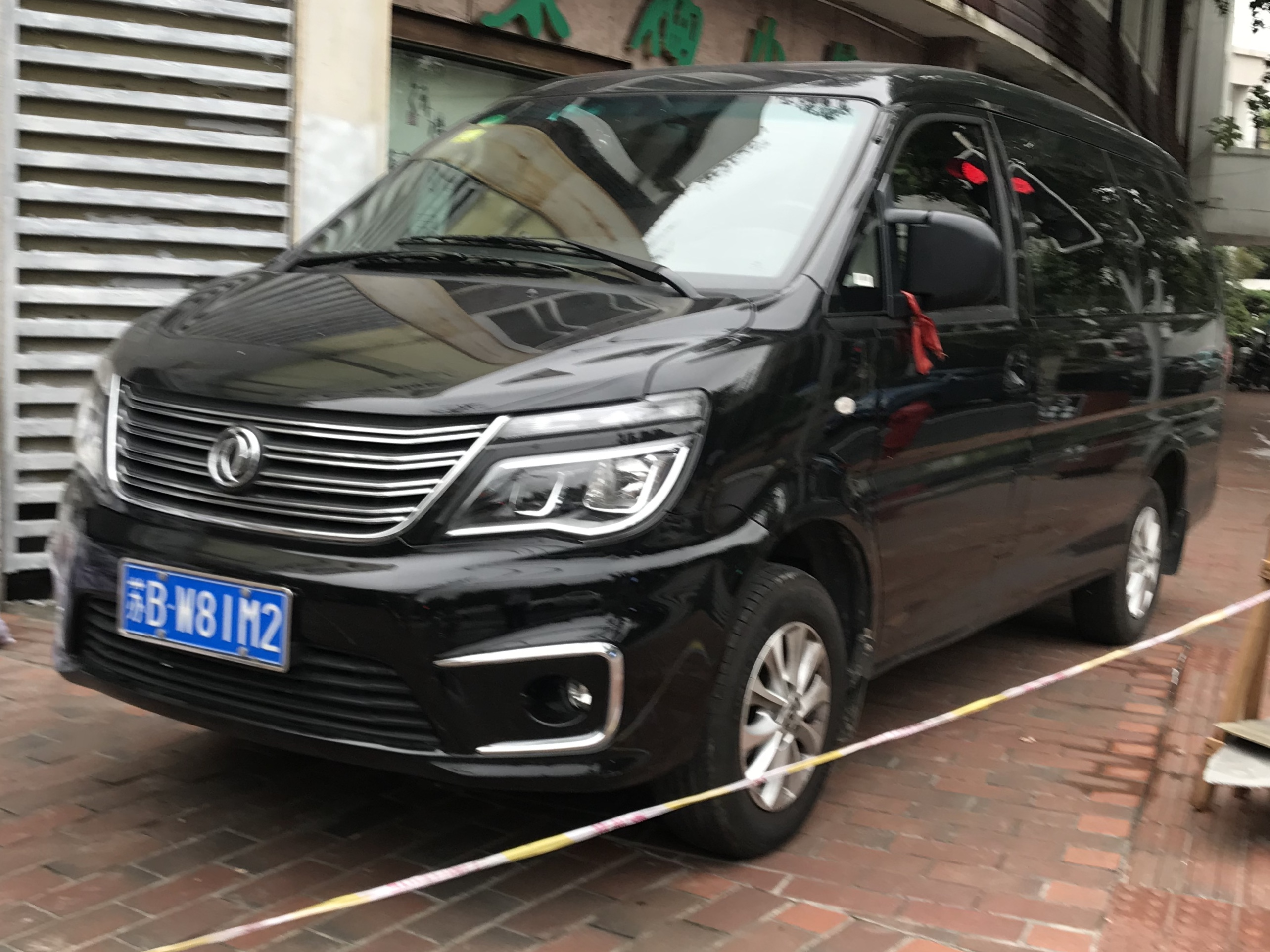
Dongfeng Fengxing Lingzhi M5L
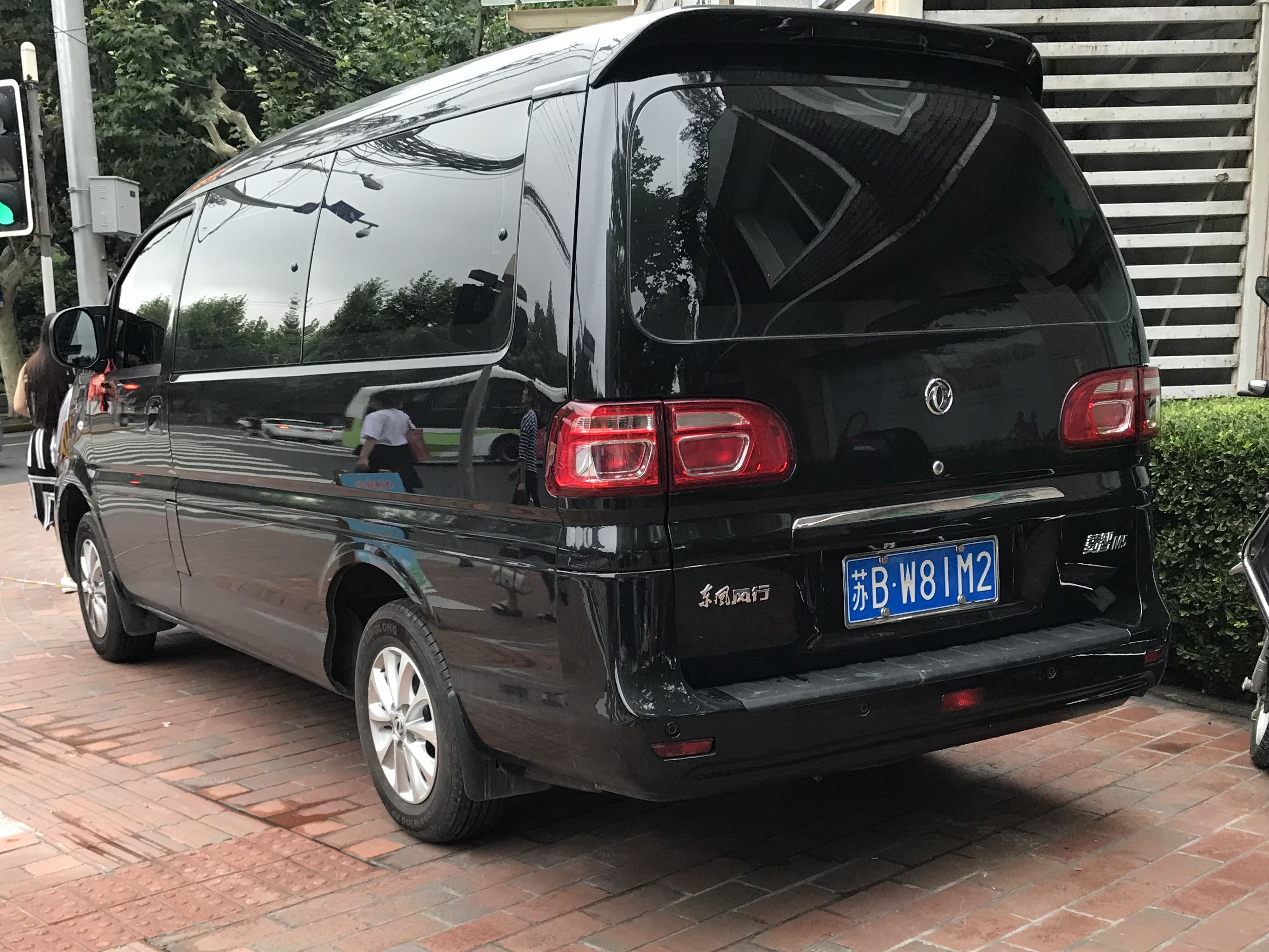
Dongfeng Fengxing Lingzhi M5L

В 2020 году автомобиль прошёл рестайлинг переднего бампера и радиаторной решётки. Оснащается 1,6-литровым атмосферным двигателем в паре с пятиступенчатой механической трансмиссией и 2,0-литровым двигателем мощностью 122 л. с. и крутящим моментом 200 Н·м в паре с шестиступенчатой механической трансмиссией.

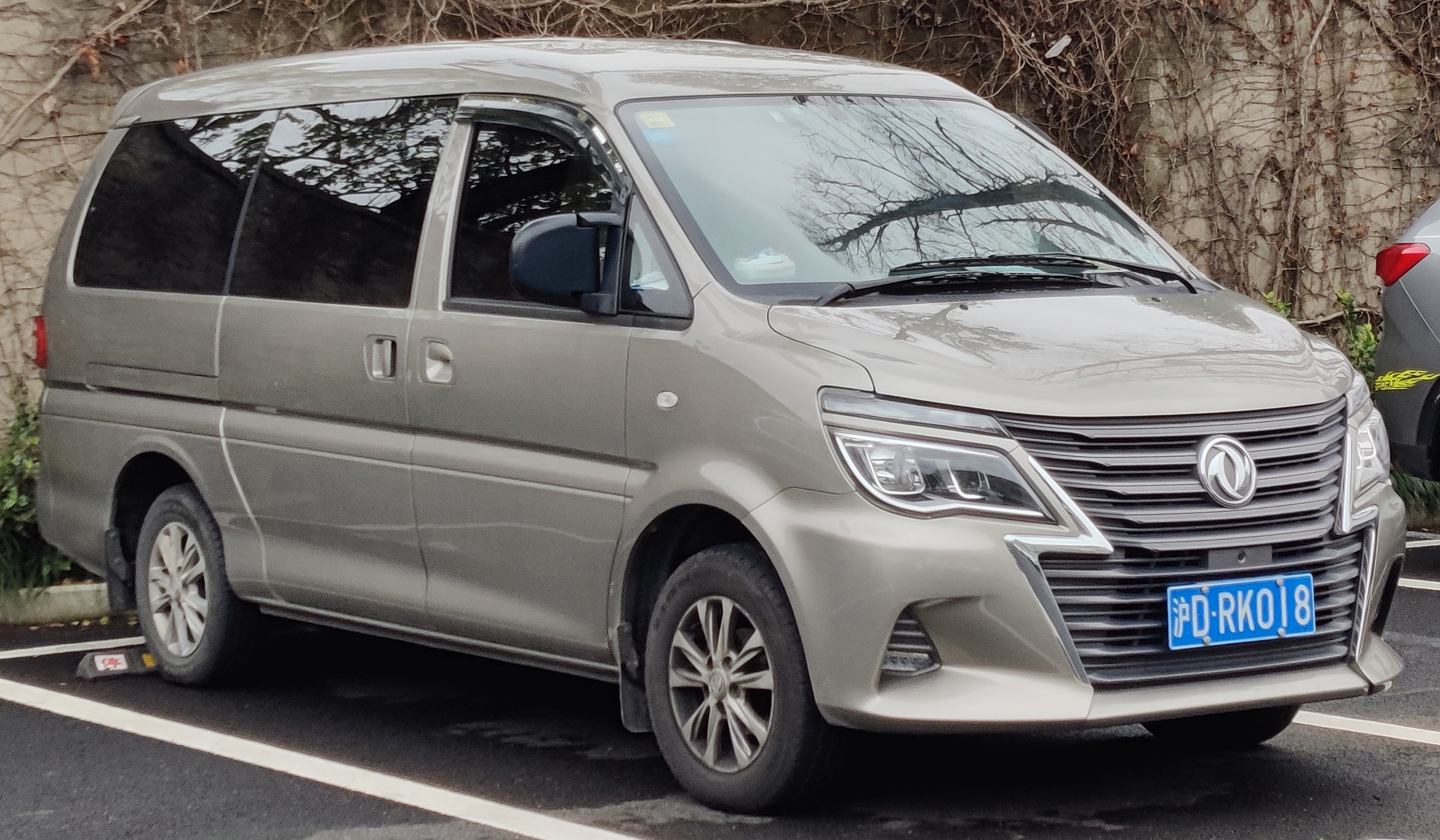
2020 Dongfeng Fengxing Lingzhi M5

## В России
Весной 2022 года компания Моторинвест представила электромобиль Evolute i-Van, однако продажи задержались ввиду дополнительной адаптации автомобиля. Автомобиль оснащается синхронным электродвигателем мощностью 122 л. с. и крутящим моментом 300 Н⋅м с запасом хода 400 км. До 100 км/ч автомобиль разгоняется за 18 секунд. Ёмкость аккумулятора 67,5 кВт⋅ч. От 30% до 80% автомобиль заряжается за 37 минут.

## В Беларуси

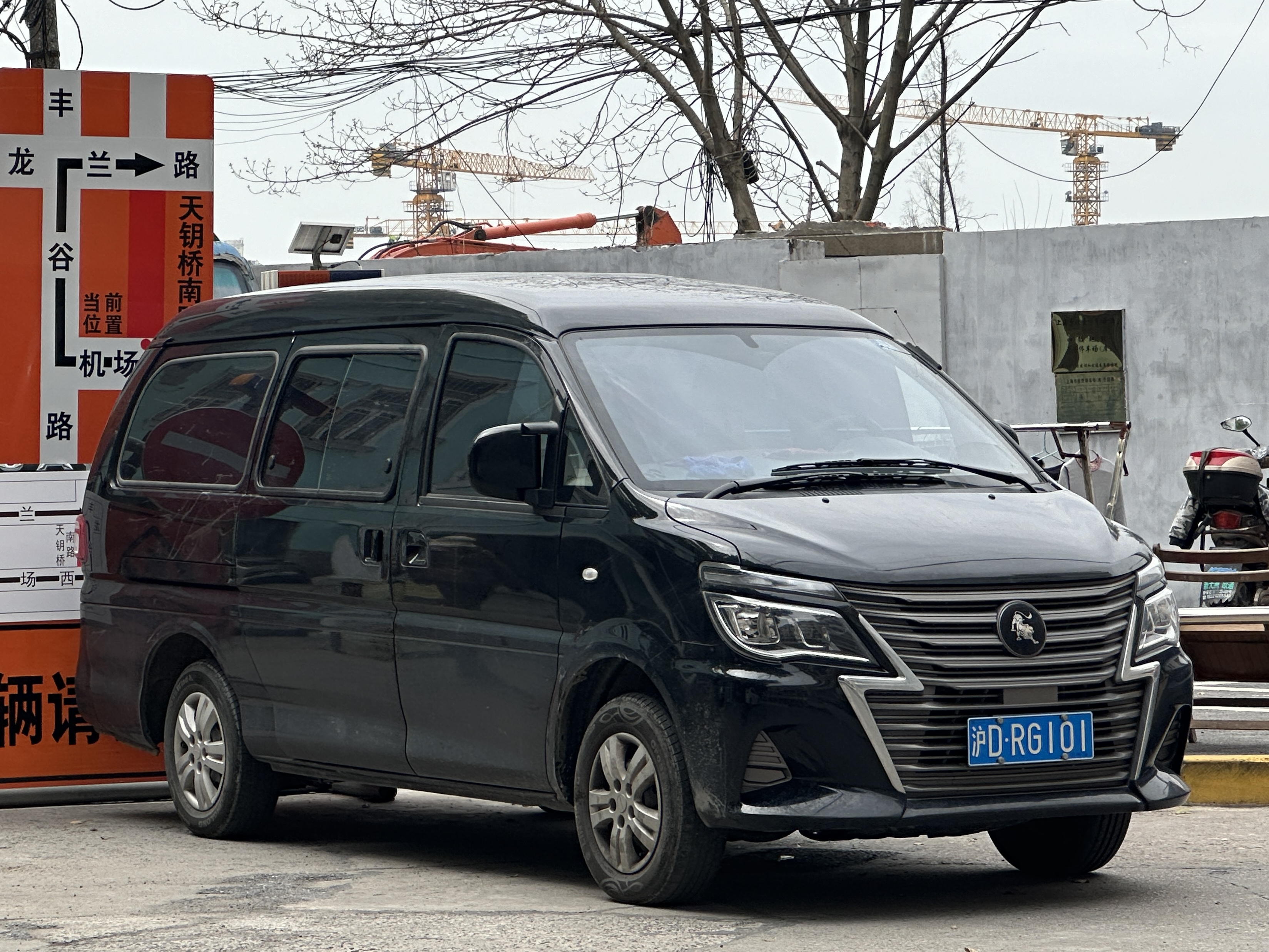
2023 Forthing Lingzhi M5 с обновлённой эмблемой

В августе 2024 года официальный импортёр Dongfeng в Беларуси «Автопромсервис» представил 2 новинки: микроавтобус Dongfeng Forthing M5 на 7 и 9 мест, а также одноимённый фургон. Сборка автомобилей организована на Минском автомобильном заводе (холдинг «Брестмаш») под названием BMG M5P. Автомобили оснащаются электродвигателями мощностью 82—204 л. с., 1,6-литровым бензиновым двигателем мощностью 122 л. с. или же 2,0-литровым бензиновым двигателем мощностью 133 л. с.